# Vararia malaysiana
Vararia malaysiana är en svampart som beskrevs av Boidin & Lanq. 1984. Vararia malaysiana ingår i släktet Vararia och familjen Lachnocladiaceae.   Inga underarter finns listade i Catalogue of Life.